# Texíguat (kommun)
Texíguat är en kommun i Honduras.   Den ligger i departementet El Paraíso, i den södra delen av landet, 50 km söder om huvudstaden Tegucigalpa. Antalet invånare är 8 108. Arean är 203 kvadratkilometer.
Terrängen i Texíguat är huvudsakligen kuperad, men österut är den bergig.